# Tom Gallop
Tom Gallop (...) è un attore statunitense noto principalmente per i ruoli di Tom Cronin nella saga di Bourne e di Rob nella serie televisiva Will & Grace.

## Filmografia parziale

### Cinema
- Dove comincia la notte, regia di Maurizio Zaccaro (1991)
- Jerry Maguire, regia di Cameron Crowe (1996)
- Codice Mercury (Mercury Rising), regia di Harold Becker (1998)
- A.I. - Intelligenza artificiale (A.I. Artificial Intelligence), regia di Steven Spielberg (2001)
- The Bourne Supremacy, regia di Paul Greengrass (2004)
- The Bourne Ultimatum - Il ritorno dello sciacallo (The Bourne Ultimatum), regia di Paul Greengrass (2007)
- Senza uscita (Not Safe for Work), regia di Joe Johnston (2014)
- Insidious 3 - L'inizio (Insidious: Chapter 3), regia di Leigh Whannell (2015)

### Televisione
- Hudson Street – serie TV, 22 episodi (1995-1996)
- Seinfeld – serie TV, un episodio (1996)
- Cybill – serie TV, un episodio (1997)
- Rude Awakening – serie TV, 8 episodi (1998-2000)
- Will & Grace – serie TV, 17 episodi (1998-2006)
- E.R. - Medici in prima linea (ER) – serie TV, 3 episodi (1999)
- X-Files (The X-Files) – serie TV, un episodio (1999)
- Burn Notice - Duro a morire (Burn Notice) – serie TV, un episodio (2011)
- American Horror Story – serie TV, un episodio (2011)
- The Mentalist – serie TV, un episodio (2015)
- Lucifer – serie TV, un episodio (2018)

## Doppiatori italiani
Nelle versioni in italiano delle opere in cui ha recitato, Tom Gallop è stato doppiato da:
- Antonio Sanna in The Bourne Supremacy, The Bourne Ultimatum - Il ritorno dello sciacallo
- Fabrizio Picconi in Will & Grace
- Riccardo Rossi in Dove comincia la notte
- Francesco Meoni in E.R. - Medici in prima linea (ep. 5x13-5x14)
- Stefano Billi in E.R. - Medici in prima linea (ep. 6x05)
- Edoardo Nordio in X-Files
- Edoardo Nevola in CSI - Scena del crimine
- Emidio La Vella in CSI - Scena del crimine (ep. 2x09)
- Sergio Lucchetti in A.I. - Intelligenza artificiale
- Paolo Buglioni in Burn Notice - Duro a morire
- Franco Mannella in NCIS - Unità anticrimine
- Saverio Indrio in Body of Proof
- Stefano Alessandroni in Suits
- Alessandro Budroni in Bones
- Marco De Risi in NCIS: Los Angeles
- Pino Insegno in The Mentalist
- Gabriele Sabatini in Major Crimes
- Roberto Fidecaro in Lucifer
- Dario Oppido in All Rise